# بانک ایودیا
بانک ایودیا (انگلیسی: Bank of Ayudhya) شرکت خدمات مالی و بانکداری تایلندی است، که در سال ۱۹۴۵ تأسیس شد.